# Sciaphila khasiana
Sciaphila khasiana là một loài thực vật có hoa trong họ Triuridaceae. Loài này được Benth. & Hook.f. miêu tả khoa học đầu tiên năm 1883.